# عريب المأمونية
عُرَيب بنتُ جَعْفَر بنُ يحيى البرمكيّ ،وتُعرف بإسم عُريب المأمونيَّة (181 - 277 هـ / 797 - 890 م) كانت جارية قينة تُجيد العديد من الفُنون المُتنوعة، اشتُهرت في أوائل العَصر العَبَّاسي، وقد عاشت حياةٍ قاسية في صَغرِها، حيث أنها بعد نكبة البرامكة، بيعت وهي صغيرة، واستطاعت بجمالها وذكائها وأشعارها أن تجد مكانًا لدى الخُلفاء العبَّاسيين، بدءاً بالأمين، والمأمون (وبِهِ تسمَّت) والمعتصم بالله الذي أعتقها، وكان لها شُهرة في عصرِها.

## سيرة شخصية
لما انتهت دولة البرامكة سُرقت وهي صغيرة وبيعت واشتراها الأمين ثم اشتراها المأمون وكانت شاعرة مجيدة ومغنية محسنة وقدمت دمشق مع المأمون.
يعد كتاب الأغاني لأبي الفرج الأصفهاني المصدر الرئيسي لحياة عريب.
يخبرنا هو أنها كانت مثل أقرانها، حيث كانت ضليعة في الشعر والتأليف والأداء الموسيقي إلى جانب مختلف المهارات الأخرى؛ لعبة الطاولة، الشطرنج والخط بينهم. وكانت الأداة الموسيقية التي اختارتها هي العود. وهي أفضلية سوف تمررها لطلابها، ولكن قبل كل شيء كان غناؤها و تأليفها هما اللذان أبرزاها. نقلا عن أحد مصادره الرئيسية، ابن المعتز، يشير أبو الفرج إلى مجموعة من الدفاتر وصحف تحوي أغانيها، ويقال إن عددهم يبلغ نحو 1000.
وفيما يتعلق بغنائها، يعلن أبو الفرج أنها لم تعرف أي منافس بين أقرانها ويصنفها بمفردها بينهم، مع المغنيات الأسطوريات في أوائل العصر الإسلامي، وهم المطربات المعروفات بشكل جماعي باسم الحجازيات.
ولدت في بغداد بالعراق. ترددت شائعات في العصور الوسطى بأن عريب هي ابنة الوزير جعفر البرمكي، وهو عضو رئيسي في عائلة البرامكة، وأحد خدم المنازل في العائلة الفاطمية. وقد ناقشت المدارس الحديثة هذه النسب. وفي كلتا الحالتين، كانت بوضوح عبدة في أجزاء مهمة من حياتها المبكرة، سواء كانت قد ولدت في العبودية أو بيعت إلى العبودية بعد عشر سنوات من العمر بعد سقوط أسرتها. احتجت عريب بشعرها مرتين على وضعها في العبودية، وكان من حررها من الرق هو أبو إسحاق المعتصم بالله محمد بن هارون الرشيد (833-43).
زعم أنها اشتهرت بفضل كونها المغنية المفضلة للخليفة أبو جعفر عبد الله المأمون (813-33).
"إن مقطوعات عريب الشعرية الباقية والحكايات المرتبطة بها لا تشير إلى مهاراتها الشعرية فقط، بل هي أيضا حياتها التي كانت لها بها علاقات مع عشاقها وأسْيادها. وهذا يشير إلى أن عريب، كانت مثل العديد من أقرانها، فتاة بالإضافة إلى كونها مغنية عندما كانت تطلب الظروف ذلك"
وعلى ما يبدو أنها جاءت للحفاظ على حاشية كبيرة من بلدها وكانت مالكة أرض.
واحدة من أشهر القصص المرتبطة بها تتعلق بمسابقة الغناء التي فازت بها وفرقتها الغنائية ضد منافستها الشابة شارية وفرقتها.
وتشير الأدلة إلى أن شخصيتها كانت "عنيدة، ذكية للغاية، غير صبورة مع أولئك الأقل ذكاءً أقل، حتما مرتبكة وغالبا ما تكون متشائمة.

## من أشعارها
أورد ابن عساكر شيئا كثيرا من شعرها، فمن ذلك قولها لما دخلت على المتوكل تعوده من حمى أصابته فقالت:
ولما عوفي دخلت عليه فغنته من قيلها:
ولها في عافيته أيضا:
ولها أشعار كثيرة رائعة.